# Borgpladsen (Flensborg)
Borgpladsen (dansk) eller Burgplatz (tysk) er en plads i det vestlige Flensborg. Pladsen ligger cirka 300 meter vest for den indre by på grænsen mellem Duborg-kvarteret og den Vestlige Høje. Den har i dag størst betydning som trafikalt knudepunkt. Fra Borgpladsen udgår blandt andre Duborggade (Duburger Straße) og Knuthgade (Knuthstraße) som forbindelsesled mellem de vestlige bydele og Toosbygade (Toosbüystraße) som forbindelsesled til bykernen. Toosbygade blev anlagt i Glimbækdalen i 1900. Områet omkring Borgpladsen er præget af tæt bebyggelse i karré-struktur.
Pladsen har fået navn efter Duborg Slot. I den nazistiske tid fra 1933 til 1945 hed pladsen Schlageterplatz, benævnt efter den nazistiske terrorist Albert Leo Schlageter.